# Scherpenzeel (havezate)
De havezate Scherpenzeel stond aan de westzijde van de Nederlandse stad Goor, provincie Overijssel. Oorspronkelijk was Scherpenzeel een borgleen dat was verbonden aan het kasteel Goor. In 1792 werd de havezate afgebroken.

## Geschiedenis
Het goed Scherpenzeel ontstond in de middeleeuwen als een borgleen van het kasteel Goor. Een borgleen werd verstrekt aan een borgman die geacht werd de Utrechtse bisschop en diens kasteel bij te staan in geval van oorlog.
In 1320 werd er in een borgmannenlijst melding gemaakt van de borgman 't Kint van Scarpenzeel. Deze persoon was wellicht dezelfde als de in 1343 genoemde Arnoldus tom Scarpensale. Deze Arnold van Scherpenzeel was volgens een mededeling uit 1350 dan weer de broer van Herman, die bezittingen te Scherpenzeel aan zijn zuster Fien of Fye opdroeg.

### Familie Van Laer
Rond 1363 droeg Willem van Laer een huis met tuin van het goed Scherpenzeel over aan Fye Slummers, de zus van Herman en Arnoldus van Scherpenzeel. Overigens zal dit huis niet de latere havezate zijn geweest maar een nabijgelegen hofstede.
Willems gelijknamige zoon Willem van Laer werd rond 1380 met Scherpenzeel beleend door de bisschop. Mogelijk was het goed Scherpenzeel oorspronkelijk afkomstig van de familie Van Almelo en had Willem junior het goed geërfd van zijn moeder, een telg uit deze familie. Willem junior trouwde met Gerberg en kreeg een zoon genaamd Bruin, die zijn vader in 1442 opvolgde.
Bruin van Laer werd al in 1407 genoemd toen bisschop Frederik van Blankenheim het goed Scherpenzeel uit het leenverband ontsloeg. Kennelijk gold dit als een vergoeding voor de verliezen die Bruin elders had geleden. Bruin had in dat jaar tevens geld geleend aan de bisschop om de Kuinderburcht te kunnen herstellen.
Bruin van Laer gaf zijn goederen in 1469 aan zijn zoon, die eveneens Bruin heette. Deze deed in 1497 er ook weer afstand van, ten gunste van zijn neef Berend ten Thye.

### Familie Van Coeverden
Berend ten Thye was dankzij zijn bezit van het Scherpenzeel in 1515 actief als borgman van Goor. Ook was hij lid van de Ridderschap van Twente en bezocht in die hoedanigheid tot 1535 de vergaderingen van de Staten van Overijssel. Berend liet het goed Scherpenzeel na aan zijn dochter Pelgrima, die het weer naliet aan haar dochter Anna van Hoevel.
Anna trouwde met Wolter van Coeverden (†1539), eigenaar van het goed Wegdam. In 1548 werd de erfenis van Wolter verdeeld en kreeg hun jongste zoon Christoffel het goed Wegdam terwijl het huis Scherpenzeel naar hun oudste zoon Wolter ging. Kennelijk was Scherpenzeel op dat moment aanzienlijker dan Wegdam. Het is tevens de eerste keer dat in documenten daadwerkelijk wordt gesproken van de aanwezigheid van een huis.
Wolter huwde Agnes van Duth genaamd Buth, maar hij werd in 1568 doodgeslagen door Berend van Stepraedt. Scherpenzeel kwam nu in bezit van Wolters zoon Johan.

#### Slag om Goor
In 1580 had George van Lalaing als stadhouder van Overijssel de kant van de Spaanse koning Filips II gekozen. Twente kwam hierdoor in Spaanse handen. In 1581 rustten de Staten van Overijssel daarom een leger uit om Twente te heroveren. Tijdens de slag om Goor boekte het Staatse leger aanvankelijk succes, maar de belegering van het stadsdeel het Schild moesten ze afbreken toen Maarten Schenck van Nideg de Spaanse troepen te hulp schoot. De Staatse soldaten trokken zich terug op het huis Scherpenzeel, maar na twaalf dagen moesten ze zich overgeven. De omgeving werd hierna geplunderd en het huis Scherpenzeel werd geconfisqueerd, maar dat bleek niets meer op te brengen omdat het in de strijd twee maal was afgebrand. Eigenaar Johan was als Staatsgezinde overigens naar Deventer gevlucht.

#### Afhandeling van de erfenis
De erfenis van de in 1568 vermoorde Wolter van Coeverden werd door alle oorlogsperikelen pas in 1600 officieel afgewikkeld. Zoon Johan kreeg onder andere het weer herbouwde huis Scherpenzeel toegewezen. Hij was tevens borgman van Goor en vanaf 1611 lid van de Ridderschap.
In 1603 trouwde Johan met Agatha van Kecken (†1664). Hij overleed in 1622, maar pas in 1639 werd zijn nalatenschap verdeeld waarbij het huis Scherpenzeel naar zijn oudste zoon Wolter ging.

#### Leengoed
In 1642 droeg Wolter van Coeverden (†1674) de havezate Scherpenzeel in leen op aan de Staten van Overijssel. Dit was waarschijnlijk een tactische zet van Wolter om te voorkomen dat Scherpenzeel versnipperd zou raken bij een erfenis. Aan de havezate Scherpenzeel was namelijk het belangrijke recht verbonden van lidmaatschap van de Ridderschap, maar dit recht gold alleen als de havezate minimaal 25.000 gulden waard zou zijn. Juist bij erfenissen bestond het risico dat het landgoed versnipperd raakte, met als gevolg een waardedaling van de havezate en het verlies van het lidmaatschap van de Ridderschap. Door de havezate echter tot leengoed te maken, werd deze bij vererving als een eenheid doorgegeven.
In ruil voor deze transactie moest Wolter een goed bij Boekelo juist uit het provinciaal leenverband halen.

De brug over de Regge, met aan de linkerkant het terrein waar de havezate stond (18e eeuw).

#### Münsterse oorlogen
Zowel in 1665-1666 (Eerste Münsterse Oorlog) als in 1672-1674 (Tweede Münsterse Oorlog) werd de havezate gebruikt om een garnizoen Münsterse soldaten te huisvesten. Wolter van Coeverden overleed in 1674, nog tijdens de laatste bezetting van Scherpenzeel. Zijn zoon Johan volgde hem op, maar deze stierf in 1686 ongehuwd waardoor Scherpenzeel bij zijn broer Sweder terecht kwam. 

#### Verkoop
Sweder van Coeverden verwaarloosde zijn financiën en moest ook nog eens zijn vier zussen uitboedelen, waardoor hij in grote financiële problemen kwam. In 1691 werd Sweder onder curatele gesteld. Toen hij een jaar later ongehuwd overleed, moesten zijn zussen Aleid Agnes en Anna Magdalena het goed Scherpenzeel verkopen aan wachtmeester Ernst Brant en zijn echtgenote, maar bij de verkoop waren het borgmansrecht en het recht van havezate niet inbegrepen. 

### Beslaglegging
Ook de nieuwe eigenaar Ernst Brant had zich in de schulden gestoken en het huis Scherpenzeel in onderpand gegeven. Toen Brant en zijn vrouw vóór 1708 overleden, bleven hun erfgenamen met de schulden achter.
De provincie haalde Scherpenzeel in 1713 uit het leenverband, waardoor de erfgenamen het goed nu konden opsplitsen en in delen verkopen. In 1716 werd ook nog eens beslag op het goed gelegd en een jaar later werd Scherpenzeel verkocht aan Assuerus Fockinck, richter van Kedingen.

### Herstel
Assuerus Fockinck liet het huis weer opknappen, ondanks dat hij weinig financiële middelen had. In 1722 werd het huis overigens nog overvallen door de bende van Natha Hes. Hierbij werden geld, zilverwerk en juwelen buitgemaakt. Een jaar later werd de bende opgepakt.
Fockinck heeft altijd last gehad van geldgebrek. Hij gebruikte Scherpenzeel in 1728 als borgstelling voor het behouden van zijn functie als belastingontvanger. Tussen 1728 en 1746 werd de inboedel van Scherpenzeel zeventien keer per executie verkocht en het onroerend goed dertien maal. In alle gevallen werden de aangeboden goederen opgekocht door zijn zus Barbara, met als doel om haar broer voor verdere financiële problemen te behoeden.
Na de dood van Assuerus Fockinck in 1747 ging Scherpenzeel naar zijn neef Jacob Jan Fockinck, die het twee jaar later verkocht aan Maria Quackelstein.

### Verval en afbraak
De nieuwe eigenaresse Maria Quackelstein zag de aankoop van Scherpenzeel als een voorzorgsmaatregel, aangezien haar man Jan Bruinenborg voor financiële problemen zorgde. Ook misdroeg Jan zich, waardoor beide echtelieden vanaf 1755 gescheiden leefden. Uiteindelijk erfden hun kinderen in 1766 een waardeloze boedel en moest alles in 1768 gerechtelijk worden verkocht.
De nieuwe eigenaar werd Jan Hendrik van der Wyck tot Stoevelaar. Het huis was volgens een opgesteld bouwrapport echter zwaar verwaarloosd: zo waren diverse kozijnen verrot, ontbrak er een keukenraam, had lekkage gezorgd voor een verrotte zolder, en ontbrak de vloer in de knechtenkamer. Het onbewoonbare huis werd niet meer hersteld en uiteindelijk volgde in 1792 de afbraak. In 1817 verkochten Jan Hendriks kinderen en erfgenamen het landgoed, waarbij timmerman Jan Berend Bennink de voormalige huisplaats kocht. Zijn nazaten verkochten in 1908 dit terrein, dat nu in dertien kleine percelen werd opgesplitst en werd bebouwd met arbeiderswoningen.
In 1913 bouwde het echtpaar Jannink-Ter Horst nabij de oude huisplaats de villa Scherpenzeel.

## Beschrijving
Het is onbekend wanneer het huis Scherpenzeel is gebouwd. De oudste schriftelijke vermelding dateert uit 1548, waarbij het gaat om de erfenis van de in 1539 overleden Wolter van Coeverden. Het huis zal dus in ieder geval vóór 1539 zijn gebouwd. Kennelijk was het een aanzienlijk bezit, want het vererfde naar de oudste zoon.
Er zijn geen afbeeldingen van het huis bekend, afgezien van de schematische tekening van Jacob van Deventer uit 1560. Daarop is te zien dat het huis aan de oostzijde van de Regge lag. Bij de vaststelling van het haardstedengeld in 1675 werd gemeld dat er drie schoorstenen aanwezig waren. In 1692 vermeldde de verkoopakte dat er bouwhuizen en brouwhuizen bij het herenhuis stonden.
Onderdeel van de bezittingen was een windmolen. Deze molen werd rond 1714 verkocht aan de heer van de Stoevelaar, waarna de molen de naam Stoevelaarsmolen kreeg. In 1859 raakte de molen door blikseminslag beschadigd en is daarna afgebroken.
Den Aalshorst · Den Alerdinck · Huis Almelo · Arkelstein · Averbergen · Azoelen · Backenhagen · Bellinckhof · Den Berg · Huis Bergentheim · Beugelskamp · Beverfeurde · Blankena · Blokhuis · Hof te Boekelo · Borgbeuningen · Havezate Boskamp · Boxbergen · Borg Brammelo · Havezate Brecklenkamp · Bredenhorst · Buckhorst · Campherbeek · Colckhof · Den Dam · Huis Diepenheim · Dingshof · Dubbelink · Kasteel Eerde · Egede · Havezate Elsen · Everlo · Landgoed Frieswijk · Goor · Huis Gramsbergen · Grimberg · Grotenhuis · De Grote Weede · De Haere · Haerst · Hagmeule · Slot Hardenberg · Huis Heeckeren · Huis Hengelo · Herxen · Hofstede · Hogenhof · Hoikink · Hondeborg · Katenhorst · Kevelham · Kranenburg · Krijtenberg · De Kuile · Het Laar · Leemcule · Luttenberg · Mataram · Mennigjeshave · Nijenhuis (Diepenheim) · Nijenhuis (Olst-Wijhe) · Oldemeule · Oldenhof · Olidam · Oosterhof · Huis te Ootmarsum · Den Ordel · Pekkedam · Pothof · Rande · Kasteel Rechteren · Het Reelaer · Rhaan · Rutenberg · Huis Saasveld · Scherpenzeel · Havezate Schoonheten · Havezate Schuilenburg · Singraven · Stoevelaar · Kasteel Toutenburg · Twickel · Vechterweerd · Venebrugge · Kasteel Voorst · Kasteel de Waerdenborch · Warmelo · Weemselo · Wegdam · Weldam · Weleveld · Huis Werkeren · Westerflier · Westerveld · Wittenstein · Zuthem
Huis Almelo · Backenhagen · Bellinckhof · Beugelskamp · Beverfeurde · Hof te Boekelo · Borgbeuningen · Brecklenkamp · Huis Diepenheim · Dubbelink · Eeshof · Elsen · Everlo · Eversberg · Grimberg · Grotenhuis · Hagmeule · Heeckeren · Huis Hengelo · Herinckhave · Hoikink · Kevelham · Nijenhuis · Noorddeurningen · Oldemeule · Oldenhof · Olidam · Oosterhof · Huis te Ootmarsum · Pekkedam · Huis Saasveld · Scherpenzeel · Singraven · Stoevelaar · Twickel · Warmelo · Weemselo · Wegdam · Weldam · Weleveld · Westerflier · Woeste